# Plenibabe
Plenibabe (Servisch cyrillisch Пленибабе) is een plaats in de Servische gemeente Tutin. De plaats telt 123 inwoners (2002).